# Liszt-Haus (Weimar)
Het Liszt-Haus is een museum in Weimar in de Duitse deelstaat Thüringen. Het is gewijd aan de Hongaarse componist Franz Liszt die hier heeft gewoond.

## Geschiedenis
De groothertogelijk hoftuinman bouwde het in 1798/99 als zijn woning en diensthuis. Het werd ontworpen door hofarchitect Steiner en in 1819 door architect Coudray uitgebreid gerenoveerd tot een klassiek Weimars huis.
Liszt woonde van 1848 tot 1861 in de Altenburg in Weimar, voordat hij dit huis betrok. In 1869 kreeg hij van hofprins Karel Alexander de bovenste etage van dit huis ter beschikking. Per jaar woonde hij meerdere maanden in dit huis en daarnaast in Rome en Boedapest. Zijn etage werd ingericht door de groothertogin, Sophie van Oranje-Nassau. 

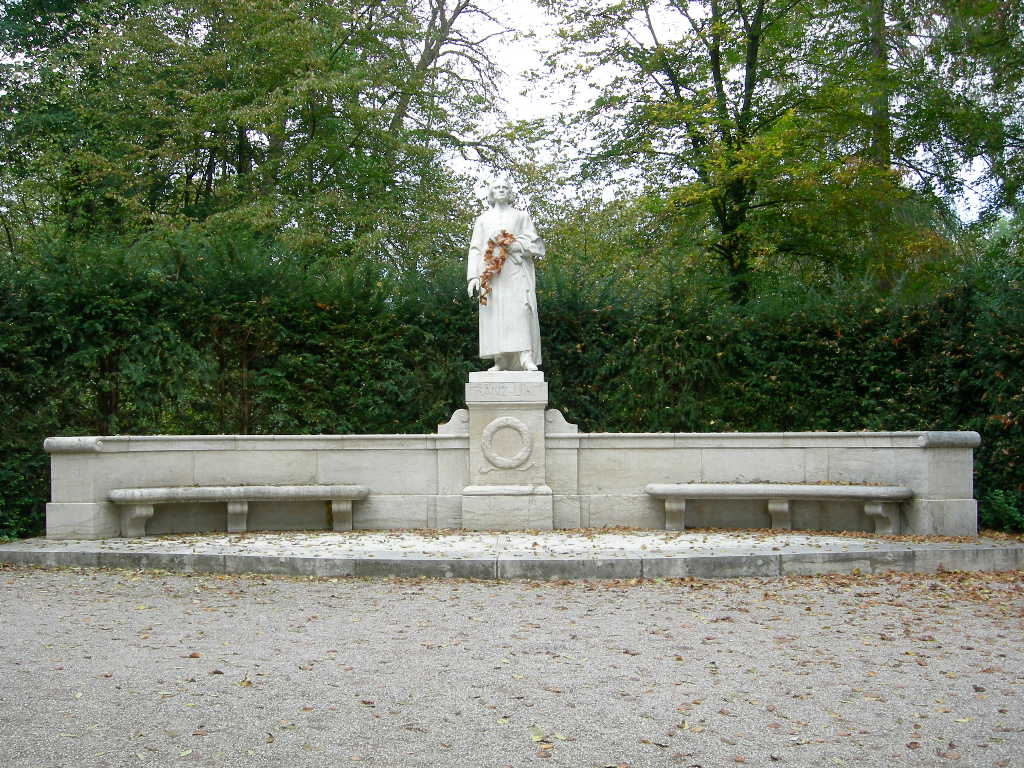
Monument van Liszt

Na de dood van Liszt in 1886 besloot Karel Alexander dat de bovenste etage een museaal doel moest krijgen. Na het aftreden van Willem Ernst in 1918 werd het pand eigendom van de deelstaat Thüringen en kwam daarmee onder beheer van het Goethe-Nationalmuseum.
In de Tweede Wereldoorlog raakte het huis zwaar beschadigd. In 1954 werd het gebouw overgenomen door de Nationalen Forschungs- und Gedenkstätten der klassischen deutschen Literatur in Weimar (nu de Klassik Stiftung Weimar genoemd) die een omvangrijke restauratie doorvoerde. In juli 2006 werd de verdieping op de begane grond aan de historische woonruimtes toegevoegd. In 2010/2011 volgden nog renovaties van de bovenverdieping, de voorgevel en het dak. 

## Collectie
De rondgang door het museum begint op de bovenverdieping. Hier was de muzieksalon van de componist die hier geregeld zondagmatinées hield. Hier staat ook zijn Bechstein-vleugel die hem werd geschonken door de pianobouwer Carl Bechstein. Het instrument maakt sinds het begin in 1886 deel uit van het museum. Ernaast bevindt zich de werkkamer met een grote schrijftafel en een kleine secretaire waarboven een portret van groothertog Karel Alexander hangt. Verder bevindt zich er een eenvoudig ingerichte slaapkamer, eetkamer en een kamer voor zijn kamerdienaar Fortunato.
Op de benedenverdieping bevinden zich vijf kamers. Hier wordt met een permanente expositie over zijn leven en werk verteld. In een van de kamers is een audioruimte ingericht waar zijn pianostukken en orgelwerken zijn te horen. Verder is nog een ruimte gewijd aan de religieuze, pedagogische kant van zijn leven.
Niet ver van het huis in het Park an der Ilm staat een monument van Liszt, gemaakt door de beeldhouwer Hermann Hahn uit wit Carrara-marmer, onthuld in 1902.

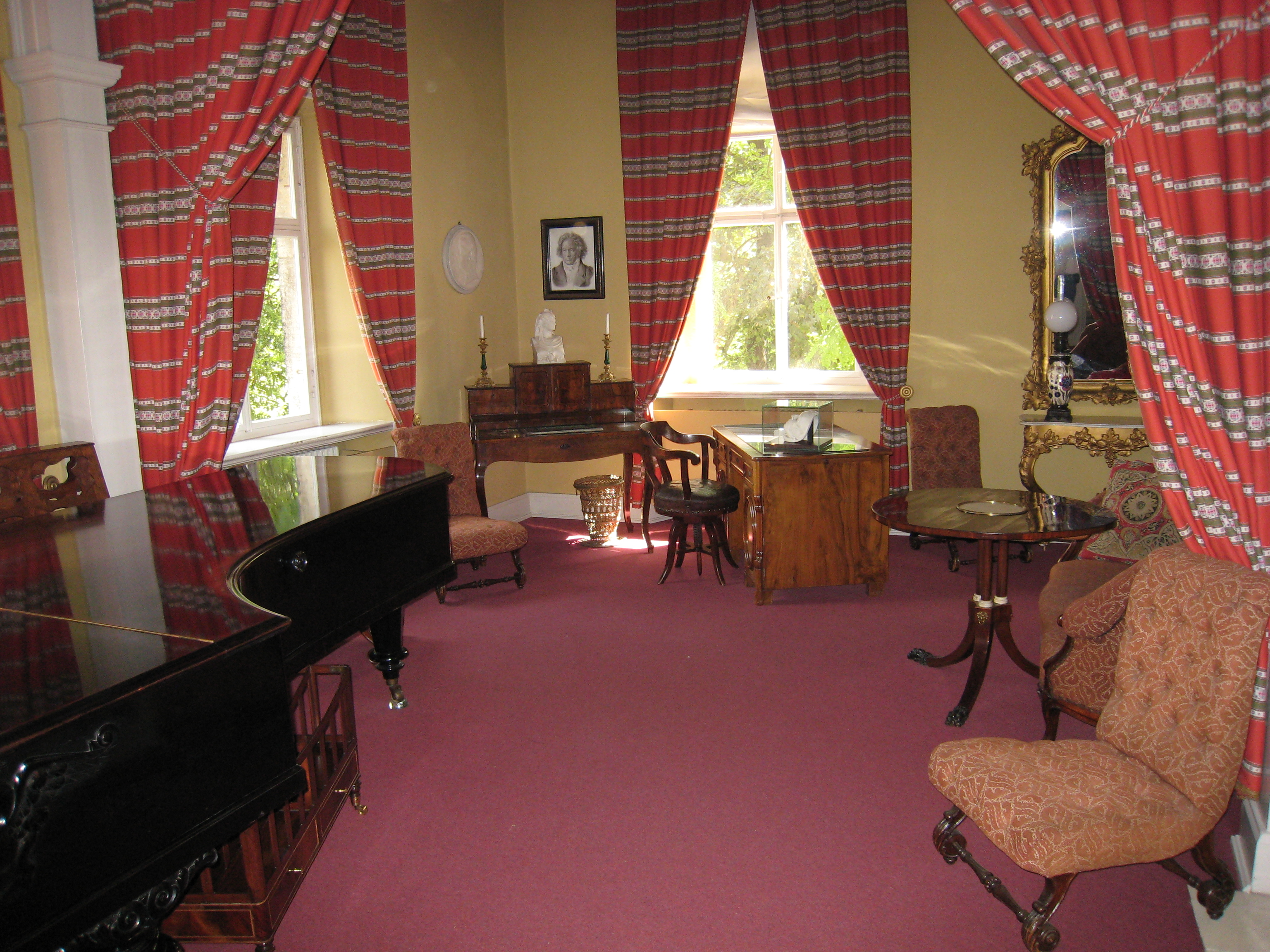
Werkkamer
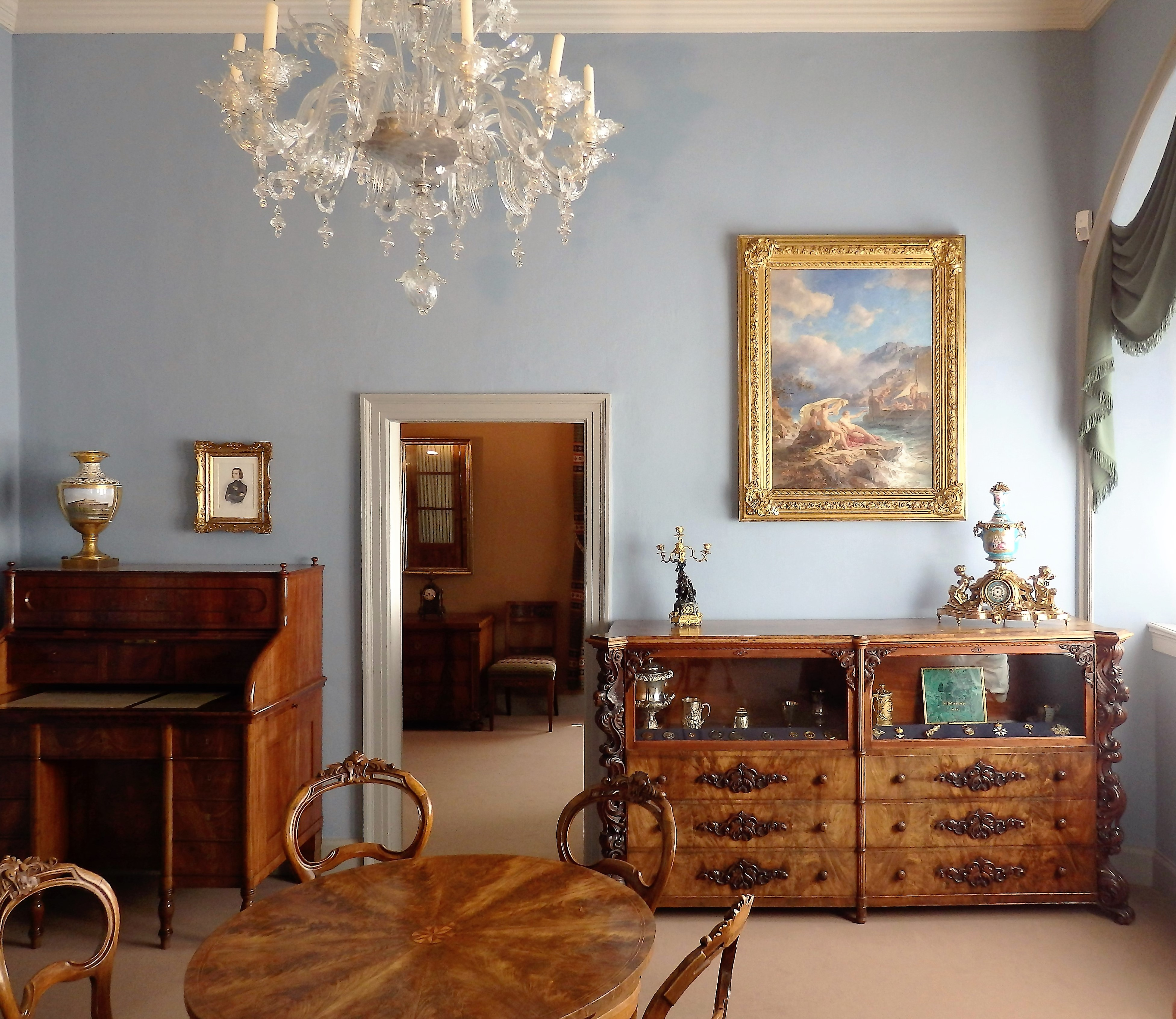
Eetkamer
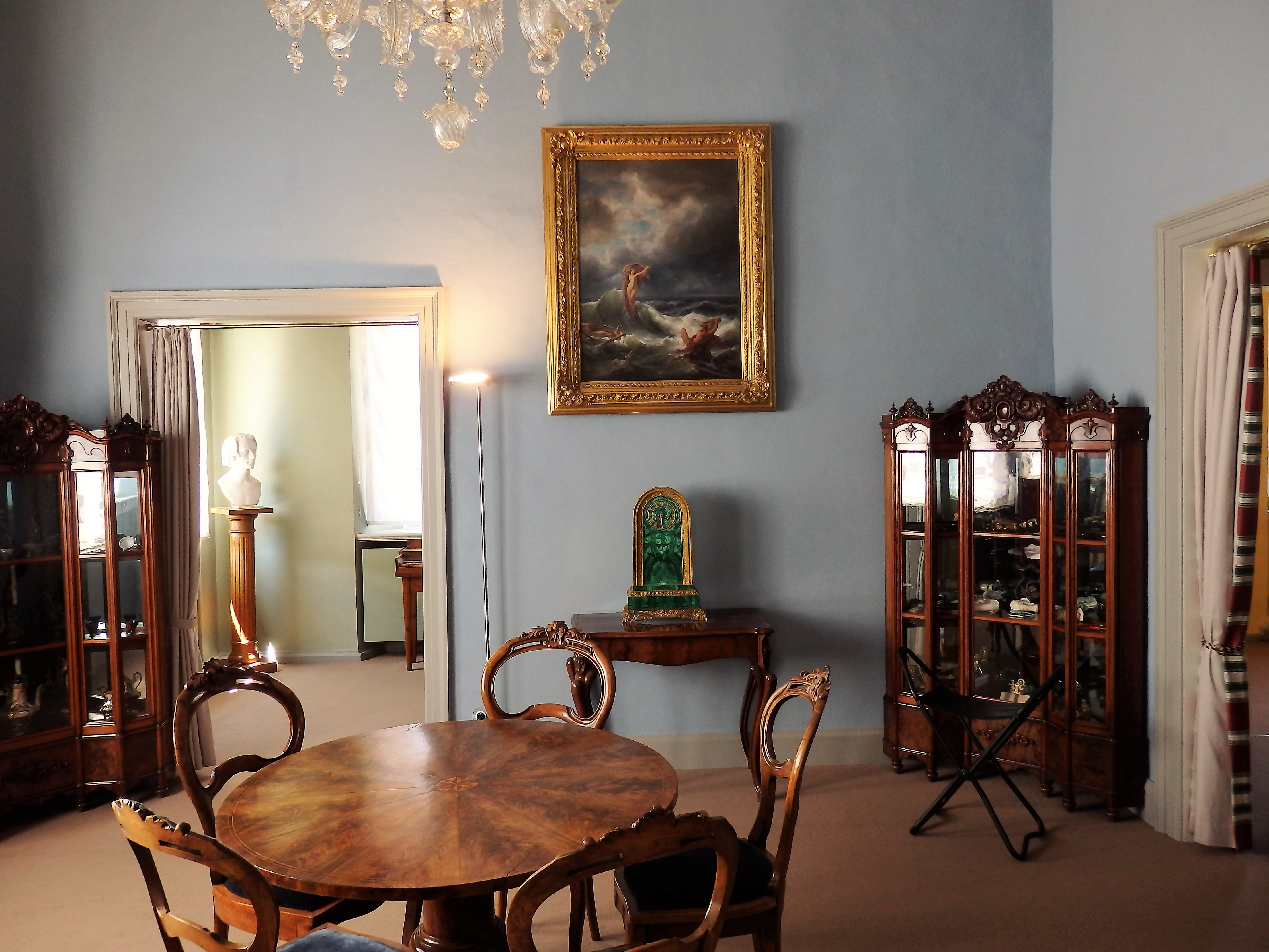
Eetkamer
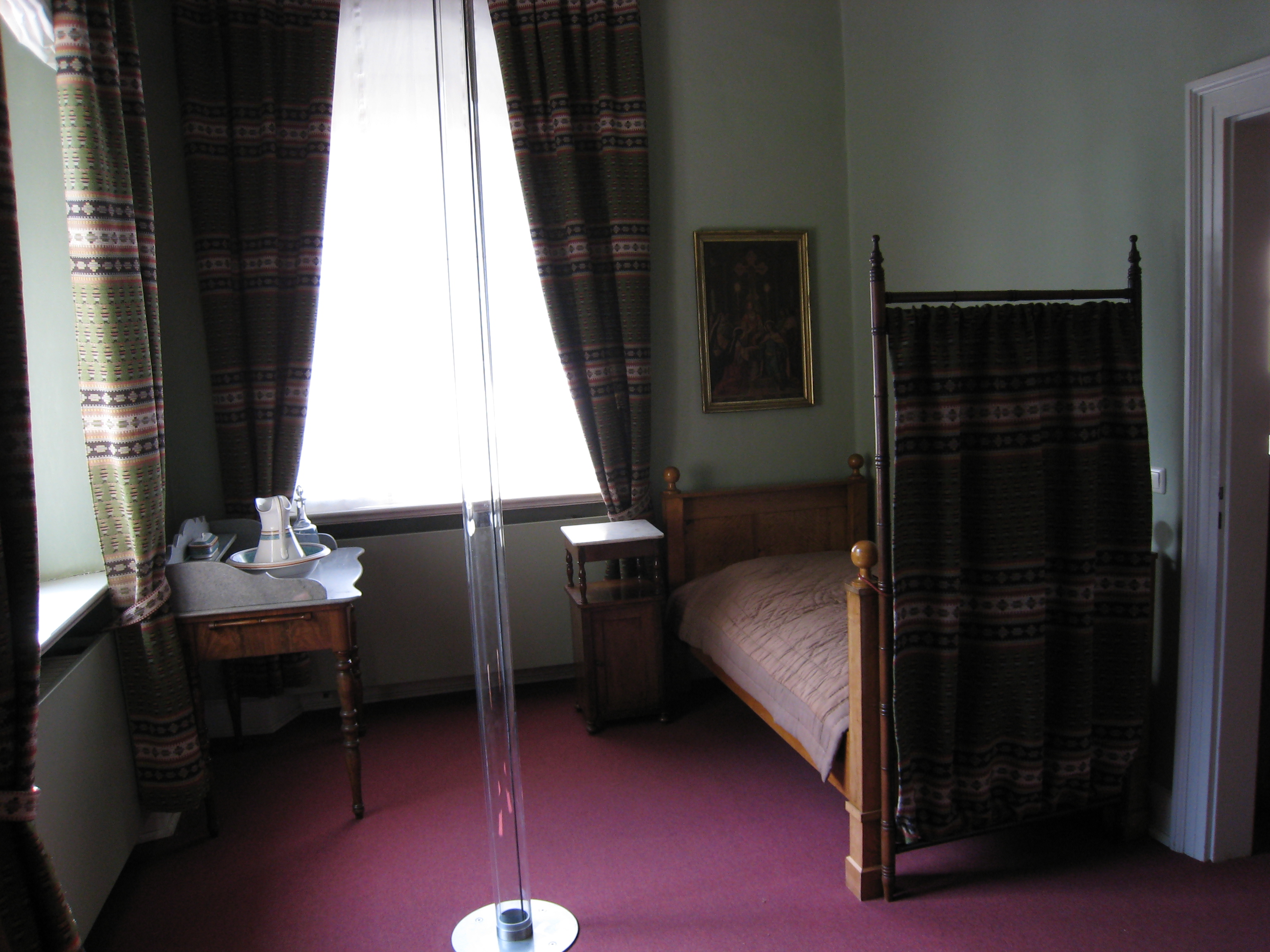
Slaapkamer